# Нор Ачин
Нор Ачин (на арменски: Նոր Հաճն) е град, разположен в провинция Котайк, Армения. Населението му през 2011 година е 9307 души.

## Население
- 2001 – 9458 души
- 2009 – 10 294 души
- 2011 – 9307 души